# 約翰·杜納霍
約翰·約瑟夫·杜納霍二世（英語：John Joseph Donahoe II，1960年4月30日—），美國商人、Nike執行長。杜納霍曾經在貝恩策略顧問工作，並於1999年成為該公司的總裁兼執行長。杜納霍是Nike 、The Bridgespan Group 董事會成員，也是PayPal董事長。2017年2月，杜納霍被任命為雲端運算公司ServiceNow的總裁兼執行長 。從2003年到2012年，他是達特茅斯學院董事會成員。2020年1月13日，杜納霍成為Nike總裁兼執行長。

## 早年生活和教育
約翰·杜納霍，1960年出生於伊利諾伊州埃文斯頓。杜納霍的父親是普華永道會計師 。1978年，畢業自伊利諾伊州溫尼特卡的新特里爾高中。他取得達特茅斯學院經濟學學士學位，之後取得斯坦福大學商學院MBA學位 。杜納霍有愛爾蘭血統。

## 個人生活
杜納霍與前美國駐聯合國人權理事會大使艾琳·杜納霍（原姓張伯倫）結婚。他們育有四個孩子，住在加利福尼亞州的波托拉谷。

## 外部連結
- eBay公司簡介 （页面存档备份，存于）
- 約翰·杜納霍的個人簡介

| 商界職務             | 商界職務                                           | 商界職務             |
| -------------------- | -------------------------------------------------- | -------------------- |
| 前任者： 梅格·惠特曼 | eBay總裁兼首席執行官 2008年3月31日 – 2015年7月19日 | 繼任者： 戴文·溫尼格 |